# アフター・ザ・レイン〜コルトレーン・トリビュート
『アフター・ザ・レイン〜コルトレーン・トリビュート』（原題：After the Rain）は、ジョン・マクラフリンが1995年に発表したスタジオ・アルバム。

## 背景
かつてマクラフリンが所属していたトニー・ウィリアムス・ライフタイムと同様、ギター、オルガン、ドラムスのトリオ編成で録音された。ジョーイ・デフランセスコは、1993年よりマクラフリンのリーダー・バンド「フリー・スピリッツ」に参加しており、本作で初めてマクラフリンとレコーディングで共演したエルヴィン・ジョーンズは、ジョン・コルトレーン・カルテットの元メンバーとして知られるドラマーである。
収録曲の大部分は、コルトレーンによる録音が残されている曲のカヴァーである。なお、本作収録曲のうち「ナイーマ」は、以前にもマクラフリンとカルロス・サンタナのコラボレーション・アルバム『魂の兄弟たち』（1973年）で取り上げられた。

## 反響・評価
アメリカの『ビルボード』では、ジャズ・アルバム・チャートで9位に達した。スコット・ヤナウはオールミュージックにおいて5点満点中4点を付け「音楽的にはライフタイムとの共通点は殆どない」「このコラボレーションは、名盤として結実したとまでは言えないが、なかなかユニークである」と評している。

## 収録曲
特記なき楽曲はジョン・コルトレーン作。
1. テイク・ザ・コルトレーン - "Take the Coltrane" (Duke Ellington) - 6:02
2. マイ・フェイヴァリット・シングズ - "My Favorite Things" (Oscar Hammerstein II, Richard Rodgers) - 6:16
3. シング・ミー・ソフトリー・オブ・ザ・ブルース - "Sing Me Softly of the Blues" (Carla Bley) - 6:31
4. エンクエントロス - "Encuentros" (Gato Barbieri, John McLaughlin) - 7:33
5. ナイーマ - "Naima" - 4:44
6. トーンズ・フォー・エルヴィン・ジョーンズ - "Tones for Elvin Jones" (J. McLaughlin) - 6:36
7. クレッセント - "Crescent" - 7:41
8. アフロ・ブルー - "Afro Blue" (Mongo Santamaría) - 6:54
9. アフター・ザ・レイン - "After the Rain" - 4:53

## 参加ミュージシャン
- ジョン・マクラフリン - ギター
- ジョーイ・デフランセスコ（英語版） - ハモンドオルガン
- エルヴィン・ジョーンズ - ドラムス